# Јелена Човић
Јелена Човић (1960, Блажуј) је босанскохерцеговачка, француска и српска глумица.

## Биографија
Похађала је светску књижевност на Филозофском факултету, а потом је 1985. дипломирала глуму на Академији сценских умјетности у Сарајеву.  Исте године прву велику улогу остварила је у филму Отац на службеном путу. 
Удата је за Огњена Тодоровића, са супругом и два сина живи у Тулузи у Француској.  Јелена предаје на Универзитету Жан Жорес у поменутом граду, сарађује и са позориштем „Гарон”. 

## Филмографија
- Настојање
- Отац на службеном путу
- Живот радника
- Надвожњак
- Приче из фабрике
- Инат
- Хамбург Алтона
- Последњи валцер у Сарајеву
- Олуја